# Sobeys
Sobeys è la seconda azienda più grande al dettaglio nel Canada, con oltre 1300 supermercati con sede a Stellarton, Nuova Scozia. Fu fondata nel 1907.
Fa parte di Empire Company Limited.